# Riesenkugelfisch
Der Riesenkugelfisch (Arothron stellatus), auch Stern-Kugelfisch genannt, ist mit einer maximalen Länge von 1,20 Metern der größte Kugelfisch.

## Vorkommen
Der Riesenkugelfisch lebt im Roten Meer sowie im Indopazifik von Ost- und Südafrika bis zum südlichen Japan, Tuamotu und der Lord-Howe-Insel. An der Südküste Südafrikas erreicht er auch den südöstlichen Atlantik. Der Riesenkugelfisch ist relativ selten. Junge Riesenkugelfische halten sich vor allem über sandigem und schlammigen Grund und in Flussmündungen auf. Ältere Tiere bevorzugen klare Lagunen, Saum- und Außenriffe. Riesenkugelfische ernähren sich vor allem von Stachelhäutern und sonstigen hartschaligen Wirbellosen, wie Schnecken, Muscheln und Krebstieren.

## Merkmale
Junge Riesenkugelfische haben ein dichtes Streifenmuster aus braunschwarzen und gelbweißen, vom Bauch nach rückwärts oben gebogenen Linien. Mit zunehmendem Alter löst sich das Linienmuster, am Rücken beginnend, auf und wird zu einem dichten Punktmuster. Ausgewachsene Fische werden 1,20 Meter lang. Die Haut ist schuppenlos und mit kleinen Stacheln bedeckt.

## Gift
Wie andere Kugelfische auch schützt sich der Riesenkugelfisch durch Tetrodotoxin (TTD). Das Gift wird durch Bakterien produziert und reichert sich im Laufe der Nahrungskette unter anderem in Riesenkugelfischen an. Es wird hauptsächlich in seiner Haut, Leber und Eierstöcken angereichert. Kugelfische selber sind weitestgehend immun gegen das Gift.
Flossenformel: Dorsale 10–12, Anale 10–11